# روبرت ماكيان
روبرت ماكيان R. R. McIan (1803 – 13 ديسمبر 1856) كان ممثل ورسام سكوتلاندي. اشتهر بلوحاته ذات الأسلوب الرومانسي التي تصور رجال القبائل في سكوتلاندا، ومعاركهم وحياتهم اليومية.
زوجته فاني ماكيان كانت رسامة أيضاً.